# Havárie An-26 u základny Hmímím
Letadlo An-26 ruského letectva se zřítilo přibližně 500 metrů před prahem dráhy letecké základny Hmímím v Sýrii. Ze 39 osob na palubě nepřežil nikdo. Všichni na palubě byli příslušníky ruských ozbrojených sil. Let ze základny ležící asi 30 km od Aleppa probíhal za dobrých povětrnostních podmínek, podle zpráv z místa neštěstí na letadlo nebyla vedena palba. Podle předběžných informací, možnou příčinou havárie byla technická závada.
Příčiny nehody šetří Vyšetřovací výbor Ruské federace. 